# La La Land
"La La Land" je pop rock pesem ameriške pevke Demi Lovato, ki jo je predstavila kot drugi singl iz svojega prvega glasbenega albuma, imenovanega Don't Forget. Pesem je napisala Demi Lovato in skupina Jonas Brothers, govori pa o tem, da lahko kljub pritisku ostaneš ti, tudi če si slaven.
Videospot za pesem so režirali The Malloys, izšel pa je kot promocija za novo Disneyjevo televizijsko serijo z naslovom Sonny With A Chance, v kateri je imela glavno vlogo Demi Lovato. Videospot je ustvaril sarkastični pogled na mnogo znanih osebnosti iz Hollywooda, v njem pa so se pojavili tudi ostali igralci iz serije Sonny With A Chance.

## Informacije o pesmi
"La La Land" je pop rock pesem z zmernim tempom. Razpon glasu Demi Lovato se razteza od F#3 do F5.

## Videospot
Videospot, ki so ga režirali The Malloys, se je prvič predvajal na Disney Channelu 19. decembra 2008, da bi promoviral televizijsko serijo Demi Lovato z naslovom Sonny with a Chance. Začne se z intervjujem Demi Lovato na talk showu Rumor Has It with Benny Beverly (Doug Brochu). Beverly vpraša Demi Lovato, kako je, če si zvezda. Takrat zavrtijo videospot, kot v odgovor na vprašanje.
Medtem ko Demi Lovato poje, hodi po Hollywoodu in naleti na dekleta, ki letijo na dekleta, ki delijo letake za najem najboljše prijateljice (letaki "BFF for hire"; možno parodija na franšizo Paris Hilton's My New BFF). Zaleti se v tujca na sredi ceste, paparazzo (Sterling Knight) pa posname sliko. Neznana ženska nato prebere tabloid v časopisu, na katerem je na naslovnici ona (Demi Lovato) in "skrivnostni fant". Videospot pokaže tudi sodelavce iz serije Sonny With a Chance na rdeči preprogi, kjer Demi Lovato zraven obleke nosi čevlje znamke Converse. Nato pokažejo Demi Lovato na snemanju reklame za njen parfum, z rožnato lasuljo in veliko ličil. Očitno ji ni preveč udobno in zato zavrne sodelovanje, s čimer pa ujezi režiserja (Brandon Mychal Smith).
Video se na koncu dokončno konča in vrnejo se nazaj v Rumor Has It, kjer Beverly pohvali Demi Lovato.
Mednarodna verzija videospota ne vključuje intervjuja v talk showu Rumor Has It na začetku in na koncu.
V videospotu se pojavita tudi Tiffany Thornton in Allisyn Ashley Arm.

## Seznam trackov
iTunes singli iz Velike Britanija
1. "La La Land"
2. "Behind Enemy Lines"

CD singli
1. "La La Land"
2. "This Is Me" (Verzija iz Jonas Brothers: The 3D Concert Experience)

Digitalni EP-ji
1. "La La Land"
2. "La La Land (Radio)"
3. "La La Land (Remix)"

## Dosežki
| Lestvica (2008 - 2009)                     | Mesto |
| ------------------------------------------ | ----- |
| Australian ARIA Singles Chart (Avstralija) | 76    |
| Irish Singles Chart (Irska)                | 30    |
| UK Singles Chart (Združeno kraljestvo)     | 35    |
| German Singles Chart (Nemčija)             | 82    |
| U.S. Billboard Hot 100                     | 52    |
| U.S. Billboard Pop 100                     | 93    |